# Prospect (Kentucky)
Prospect és una població dels Estats Units a l'estat de Kentucky. Segons el cens del 2008 tenia 10.054 habitants.

## Demografia
Segons el cens del 2000, Prospect tenia 4.657 habitants, 1.732 habitatges, i 1.423 famílies. La densitat de població era de 447,3 habitants/km².
Dels 1.732 habitatges en un 38% hi vivien nens de menys de 18 anys, en un 76,3% hi vivien parelles casades, en un 4,4% dones solteres, i en un 17,8% no eren unitats familiars. En el 15,8% dels habitatges hi vivien persones soles el 5,1% de les quals corresponia a persones de 65 anys o més que vivien soles. El nombre mitjà de persones vivint en cada habitatge era de 2,69 i el nombre mitjà de persones que vivien en cada família era de 3,01.
Per edats la població es repartia de la següent manera: un 27,5% tenia menys de 18 anys, un 3,7% entre 18 i 24, un 23,3% entre 25 i 44, un 35,5% de 45 a 60 i un 10,1% 65 anys o més.
L'edat mediana era de 43 anys. Per cada 100 dones de 18 o més anys hi havia 94,8 homes.
La renda mediana per habitatge era de 111.170$ i la renda mediana per família de 124.131$. Els homes tenien una renda mediana de 100.000$ mentre que les dones 42.159$. La renda per capita de la població era de 51.469$. Entorn del 0,8% de les famílies i l'1,5% de la població estaven per davall del llindar de pobresa.

## Poblacions més properes
El següent diagrama mostra les poblacions més properes.